# منطق صوری (کتاب)
منطق صوری یک کتاب درسی راجع به منطق صوری از محمد خوانساری است
که جلد اول آن در سال ۱۳۳۸ و جلد دوم آن در سال ۱۳۵۲ منتشر شد.
این کتاب به‌صورت یک‌جلدی از سوی انتشارات آگاه منتشر شد و تا سال ۱۳۸۸ به چاپ چهل و دوم رسید.